# Sherlock Holmes and the Baker Street Irregulars
Pour plus de détails, voir Fiche technique et Distribution.
Sherlock Holmes and the Baker Street Irregulars est un téléfilm britannique en deux parties de Julian Kemp, sorti en 2007.

## Synopsis
Les Irréguliers de Baker Street enquêtent sur la disparition mystérieuse de deux membres de leur bande, alors que Sherlock Holmes est lui-même accusé de meurtre et est assigné à résidence. En unissant leurs qualités à celle de Holmes, ils arriveront non seulement à retrouver leurs amis et à disculper Holmes, mais ils permettront aussi d'empêcher un audacieux cambriolage.

## Fiche technique
- Titre original : Sherlock Holmes and the Baker Street Irregulars
- Réalisation : Julian Kemp
- Scénario : Richard Kurti, Bev Doyle
- Direction artistique : Tony Noble
- Décors : Grant Hicks
- Costumes : Leonie Pendergast
- Photographie : Ciarán Tanham
- Son : Niall Brady
- Montage : Ray Roantree
- Musique : Debbie Wiseman
- Production : Andrew Rowley
- Production exécutive : Andrew Lowe, Elaine Sperber, Josephine Ward
- Société de production : RDF Television, CBBC
- Société de distribution : BBC
- Pays d’origine :  Royaume-Uni
- Langue originale : anglais
- Format : couleur
- Genre : film policier
- Durée : 114 minutes
- Date de sortie :
  - Royaume-Uni : 25 mars 2007

## Distribution
- Jonathan Pryce : Sherlock Holmes
- Bill Paterson : Docteur Watson
- Anna Chancellor : Irene Adler
- Michael Maloney : Inspecteur Stirling
- Ben Smith : Jack
- Aaron Taylor-Johnson : Finch
- Frank Murray : Mallory
- Mia Fernandez : Sadie

## Autour du film
« J'ai toujours voulu faire un Sherlock Holmes. J'ai lu près de la moitié des livres et regardé la plupart des films et vu de nombreux acteurs différents jouer le grand détective.
J'ai aimé les scripts – ils ont un air contemporain en même temps qu'ils respectent les histoires originales, et ils sont remplis d'action et d'aventure. Ils offraient aussi une opportunité de recréer le Londres victorien. »

— Julien Kemp, extrait d'interview paru sur le site de la BBC